# Bernd Epple
Bernd Epple (* im 20. Jahrhundert) ist ein deutscher Maschinenbauingenieur und Professor im Fachbereich Maschinenbau der Technischen Universität Darmstadt.
Epple ist Leiter des Fachgebiets für Energiesysteme und Energietechnik der Technischen Universität Darmstadt.

## Veröffentlichungen (Auswahl)
- Bernd Epple: Modellbildung und Simulation von Strömungs-, Reaktions- und NO x-Bildungsvorgängen in technischen Feuerungen, VDI-Verlag, Düsseldorf, 1993, ISBN 3-18-149506-9
- Bernd Epple et al.: Simulation von Kraftwerken und wärmetechnischen Anlagen, Springer Verlag, Wien, 2009, ISBN 978-3-211-29697-4
- Bernd Epple et al.: Simulation von Kraftwerken und Feuerungen, Springer Verlag, Wien, 2012, ISBN 978-3-7091-1181-9
- Bernd Epple et al.: Numerical Simulation of Power Plants and Firing Systems, Springer Verlag, Wien, 2017, ISBN 978-3-7091-4853-2